# Ensemble Ortskern Marktsteft mit Hafensiedlung

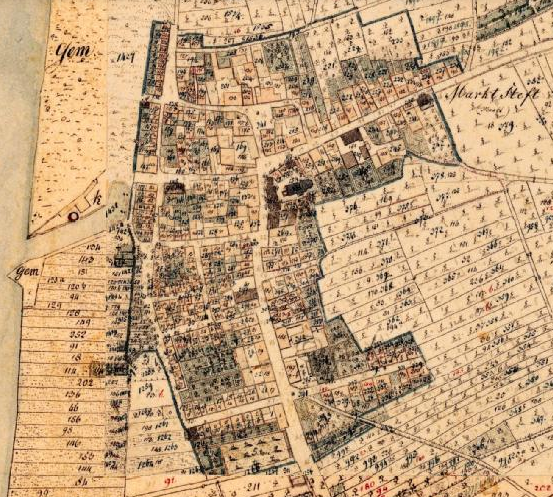
Der Ortskern Marktsteft auf dem bayerischen Urkataster aus der ersten Hälfte des 19. Jahrhunderts

Der Ortskern Marktsteft mit Hafensiedlung ist der historische Siedlungskern der heutigen unterfränkischen Stadt Marktsteft. Im 18. Jahrhundert erweiterte man das mittelalterliche Dorf Steft um eine Planstadt, die sich neben einem Flusshafen am Main gruppierte. Der Ortskern ist heute unter Ensembleschutz gestellt.

## Geografische Lage
Marktsteft liegt im zum Mittleren Maintal gehörenden Kitzinger Maintal, das sich entlang des Flusses Main zieht und durch seine flachen Osthänge auszeichnet. Der historische Ortskern liegt allerdings in einiger Entfernung zum Main und ist lediglich über das im 18. Jahrhundert angelegte Hafenbecken mit dem Strom verbunden. Die älteren Teile der Siedlung entstanden auf einer hochwasserfreien Terrasse, die Kirchenburg wurde auf einer Erhebung in der Nähe des Mainufers gebaut.
Das Ensemble umfasst heute eine Vielzahl an unterschiedlichen Baulichkeiten, die allerdings alle Bezug zur Geschichte der Stadt haben. Im Westen sind die älteren Häuser mit der lutherischen Pfarrkirche zu finden, im Osten erkennt man die geplante Siedlung des 18. Jahrhunderts. Jeder Straßenzug hat wiederum ein eigenständiges Erscheinungsbild. Das Ensemble präsentiert sich aus der Luft wie ein Kreuz und wird von den Straßen Wehrleinsgasse (Norden), Michelfelder Straße, Keerlstraße, Neubaustraße (Osten), Gartenstraße (Süden) und Untere Maingasse bzw. dem Main (Westen) begrenzt.

## Geschichte

### Von Steft zu Marktsteft
Marktsteft bzw. Steft wurde im 13. Jahrhundert erstmals urkundlich erwähnt. Zu diesem Zeitpunkt existierte allerdings bereits eine Kirchhofbefestigung im Ort, der deshalb wesentlich älter sein dürfte. Im 14. Jahrhundert wurde die Stephanuskirche zur Pfarrkirche erhoben, sodass Steft zu einem Zentralort für die Dörfer der Umgebung aufstieg. Die Anordnung von Rathaus, Pfarrhaus und Schule innerhalb der Befestigung und der Verzicht einer vollständigen Ummauerung der Siedlung verweist jedoch auf die geringe finanzielle Potenz Stefts zu diesem Zeitpunkt.
Stefts Bedeutung im Mittelalter lag wohl in seinem Weinbau, der hier entlang der Südspitze des Maindreiecks betrieben werden konnte. Der Ort geriet bereits ab 1448 in den Einflussbereich der Markgrafen von Brandenburg-Ansbach, die Steft dem Oberschultheißen in Obernbreit unterstellten (Sechs Maindörfer). Eine einschneidende Wende in der Ortsgeschichte markiert die Wiedereinlösung der verpfändeten Stadt Kitzingen durch den Würzburger Fürstbischof 1629. Die Markgrafen, die seit dem 15. Jahrhundert in Kitzingen Grundherren gewesen waren, verloren ihren wichtigsten Mainhafen.
Der einzige Ort, der vollständig im Besitz der Ansbacher war und gleichzeitig am Main lag, war jedoch Marktsteft. Im Jahr 1700 begann deshalb der merkantilistische Ausbau des Ortes. Zunächst war der Bau einer Manufaktur geplant, außerdem dachte man bereits an den Bau einer „Schifffahrt“, der späteren Hafenanlage. Da die Nachbarterritorien in die Pläne eingeweiht werden mussten, argumentierten die Markgrafen in dieser Frühzeit vor allem damit, dass Marktsteft zur Versorgung der Hofhaltung in Ansbach mit einem Hafen ausgestattet werden sollte.
Bis auf wenige Ausnahmen blieb jedoch in den ersten Jahren des 18. Jahrhunderts der Hafen im benachbarten Marktbreit Umschlagsplatz für die Markgrafen. Die Pläne zum riesenhaften Ausbau der Siedlungsfläche wurden 1712 vom Ingenieur Johann Georg Vetter für den Markgrafen Friedrich Wilhelm angefertigt, jedoch in diesem Ausmaß nie umgesetzt. Marktsteft wäre mit einer starken Befestigung umgeben worden, das Stadtgebiet hätte sich nahezu verfünffacht. Auf Betreiben der in der Hauptstadt Ansbach tätigen Handelsfamilie Keerl wurde Steft 1726 immerhin zum Marktort erhoben.

### Ausbau der Siedlung

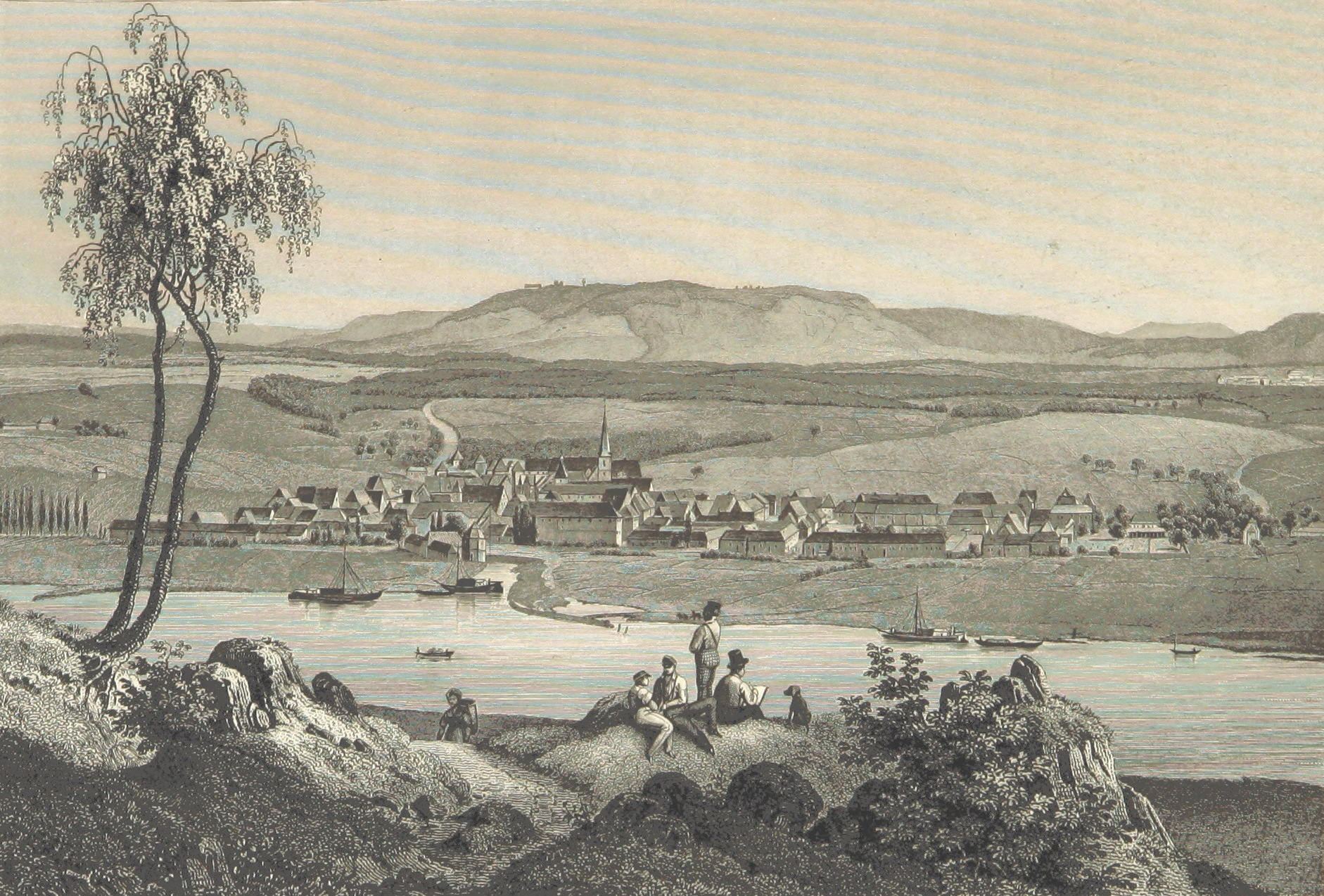
Ortskern Marktsteft im Jahr 1847, Stahlstich

In der Folgezeit ging auch der Ausbau des bereits 1701 geplanten Hafenbeckens voran. Das Hafenbecken wurde 1726 durch Ingenieur Vetter errichtet und in der Folgezeit ausgebaut. Bis 1747 entwickelte sich das Gebiet am Hafen zu einem vielgestaltigen Ensemble in dem neben den Häusern zur Lagerung der Produkte auch mehrere Waagen, Wohngebäude für die Arbeiter und ein Holzkran Aufstellung fanden. Das Areal war allerdings durch Mainhochwasser immer wieder bedroht und konnte nie die erhoffte wirtschaftliche Bedeutung entfalten.
Mit dem Hafenausbau erließ die markgräfliche Regierung einige Anordnungen, die den Bau einer Manufaktur vorantreiben sollten. Bereits in der Markterhebungsurkunde war Neubürgern eine Steuerbefreiung zugestanden worden. Außerdem senkte man die Bedingungen für die Aufnahme neuer Einwohner ab. Die Familie Keerl wollte an diesem Aufschwung teilhaben und errichtete auf Grundstücken zwischen Altort und Hafenareal eine Weberei, aus der heraus sich eine mittelgroße Webindustrie vor Ort entwickelte.
Auf obrigkeitliche Maßnahmen sind weitere Bauten im Hafenviertel zurückzuführen. Die Markgrafen erhofften sich 1731/1732 in Marktsteft das Strumpfwirkergewerbe heimisch zu machen und ließen mehrere Häuser für die anzusiedelnden Handwerker bauen. Neubauten entstanden auch in unmittelbarer Nähe zum Hafen, weil hier Handelsleute und Hafenpersonal unterkommen sollten. All die Förderungen führten zu einer kurzen Blüte des jungen Marktortes. Marktsteft wurde vor allem zum Hauptumschlagsplatz für markgräfliche Soldaten, die man als Söldner in die englischen Kolonien verschiffte.
Die Bedeutung des Handelsplatzes wird deutlich, wenn man sich vor Augen führt, dass in Marktsteft noch 1798 die Freimaurerloge „Caroline zu den drei Kellen“ bestand. Mit dem Übergang der Markgrafschaft an Preußen und der späteren Einverleibung des Gebietes durch das Königreich Bayern endete diese Phase jedoch abrupt. Marktsteft fiel in die dörfliche Ruhe zurück. Die Baulichkeiten der Handelssiedlung wurden zwar erhalten, ein weiterer Ausbau fand jedoch nicht statt. Noch heute spielt der Tourismus für das Ensemble Ortskern Marktsteft keine Rolle, obwohl der Hafen zu den besterhaltenen seiner Art in Bayern gehört.

## Straßen und Plätze
Das Ensemble Ortskern Marktsteft kann in zwei bzw. drei Teile aufgeteilt werden. Da ist zum einen die im Osten gelegene, mittelalterliche Siedlung mit der Kirchenburg im Zentrum. Im Westen entstand nahe am Main der Hafen, um den herum mehrere Baulichkeiten mit eindeutigem Bezug zur Schiffsanlegestelle erbaut wurden. Dazwischen ist die sogenannte Hafensiedlung (auch Hafenviertel) zu finden, das beide anderen Siedlungsteile miteinander verbindet. Der ganz im Süden gelegene Friedhof zählt zum Altort. Folgende Straßen bilden das Ensemble:

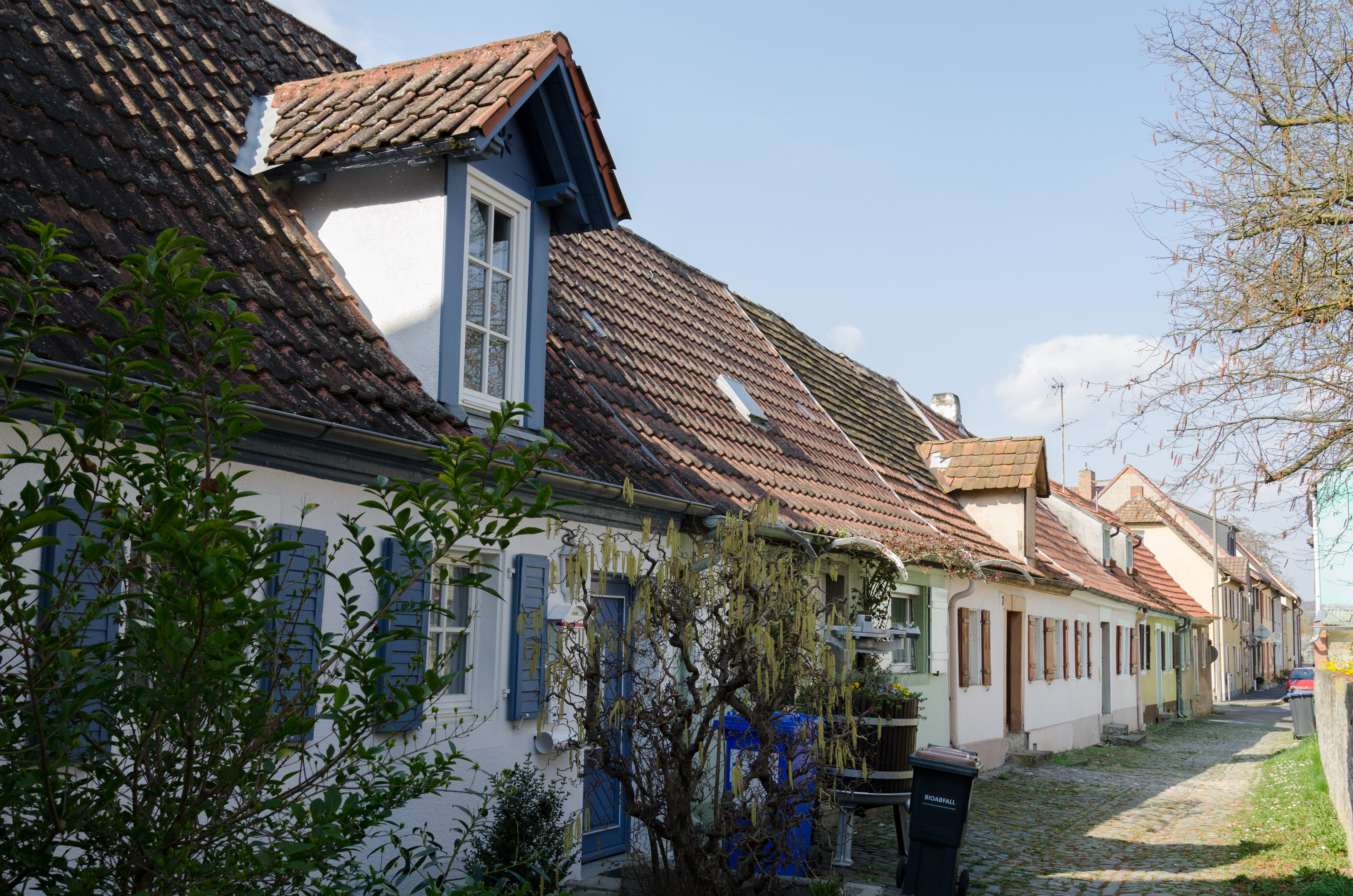
Kleinhäuser für Weberfamilien in der Schwanenwirtsgasse

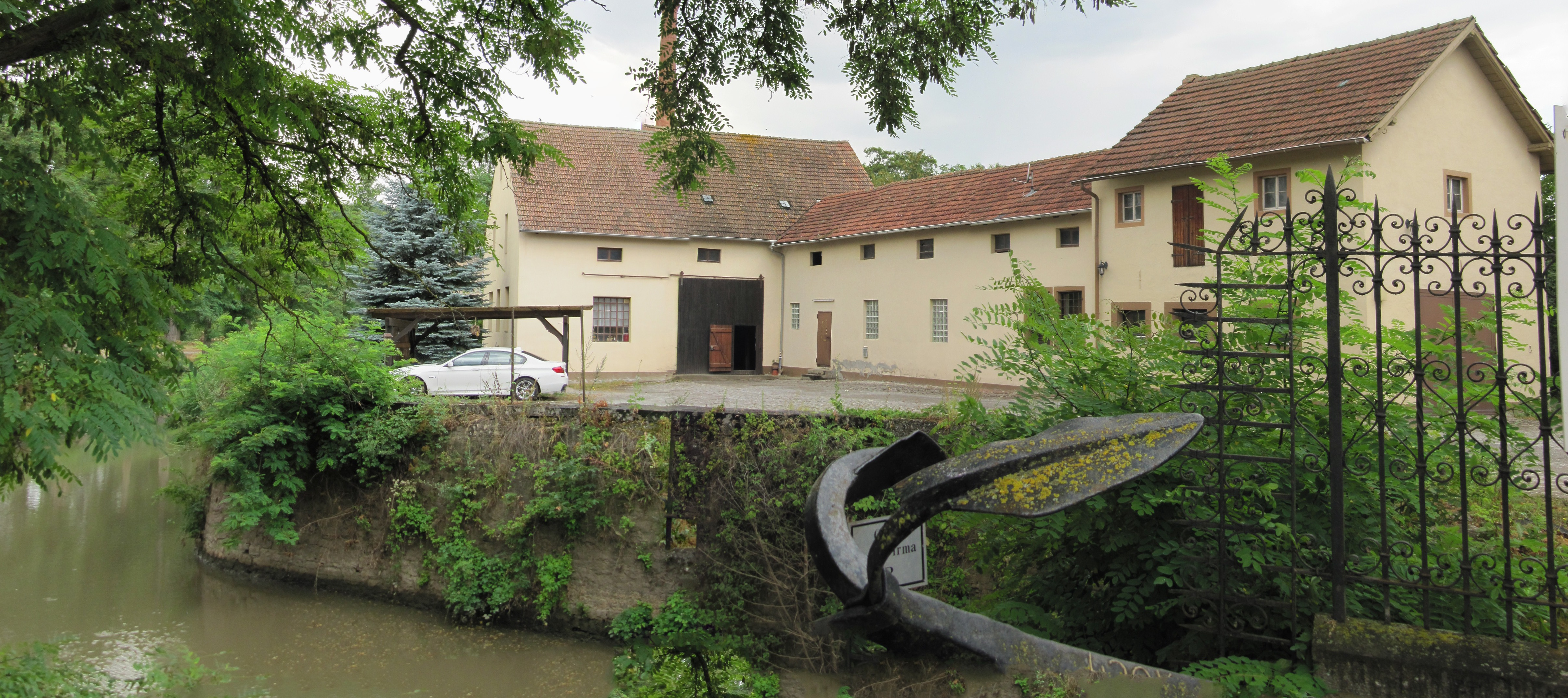
Lagerhäuser des ehemaligen Hafens

| - Bocksgasse (Hafensiedlung) - Günthergasse (Hafensiedlung) - Hauptstraße (Altort) - Herrnstraße (Altort) - Obere Maingasse (Hafensiedlung) - Sammetgasse (Hafensiedlung) |  | - Schrannengasse (Hafensiedlung) - Schwanenwirtsgasse (Hafensiedlung) - Schwarzengasse (Hafensiedlung) - Strumpfwirkergasse (Hafensiedlung) - Untere Maingasse (Hafensiedlung) |  |

### Altort
Der bereits im Mittelalter entstandene Altort in einiger Entfernung zum Main besteht heute nur noch aus zwei Straßenzügen, die sich im Rechteck anordnen. Das nördliche Zentrum des Teil-Ensembles bildet die Pfarrkirche St. Stephan und die sie umgebende Kirchenburg. Hier bildete sich, neben dem kultischen Zentrum, auch der verwalterische Mittelpunkt der Siedlung heraus. Obwohl die Hafensiedlung im 18. Jahrhundert Marktsteft vergrößerte, verblieb das Rathaus als Teil der Kirchenburg im älteren Siedlungsteil bestehen.
Um die Kirchenburg herum bestand bis zu den barocken Erweiterungen ein kleines Straßendorf mit der typisch fränkischen Aufteilung der Flur in Gewanne. Diese Gliederung ist heute noch im Südosten des Ensembles entlang der Hauptstraße sichtbar. Die Hauptstraße blieb auch im 18. und 19. Jahrhundert den alteingesessenen Bewohnern des Ortes vorbehalten. Hier lebte die Verwaltungselite, wobei zugezogene Großhändler ebenfalls Siedlungsplätze fanden. Diese Konzentration schlug sich auch in den Bauten nieder, die hier wesentlich repräsentativer errichtet wurden.

### Hafen und Hafensiedlung

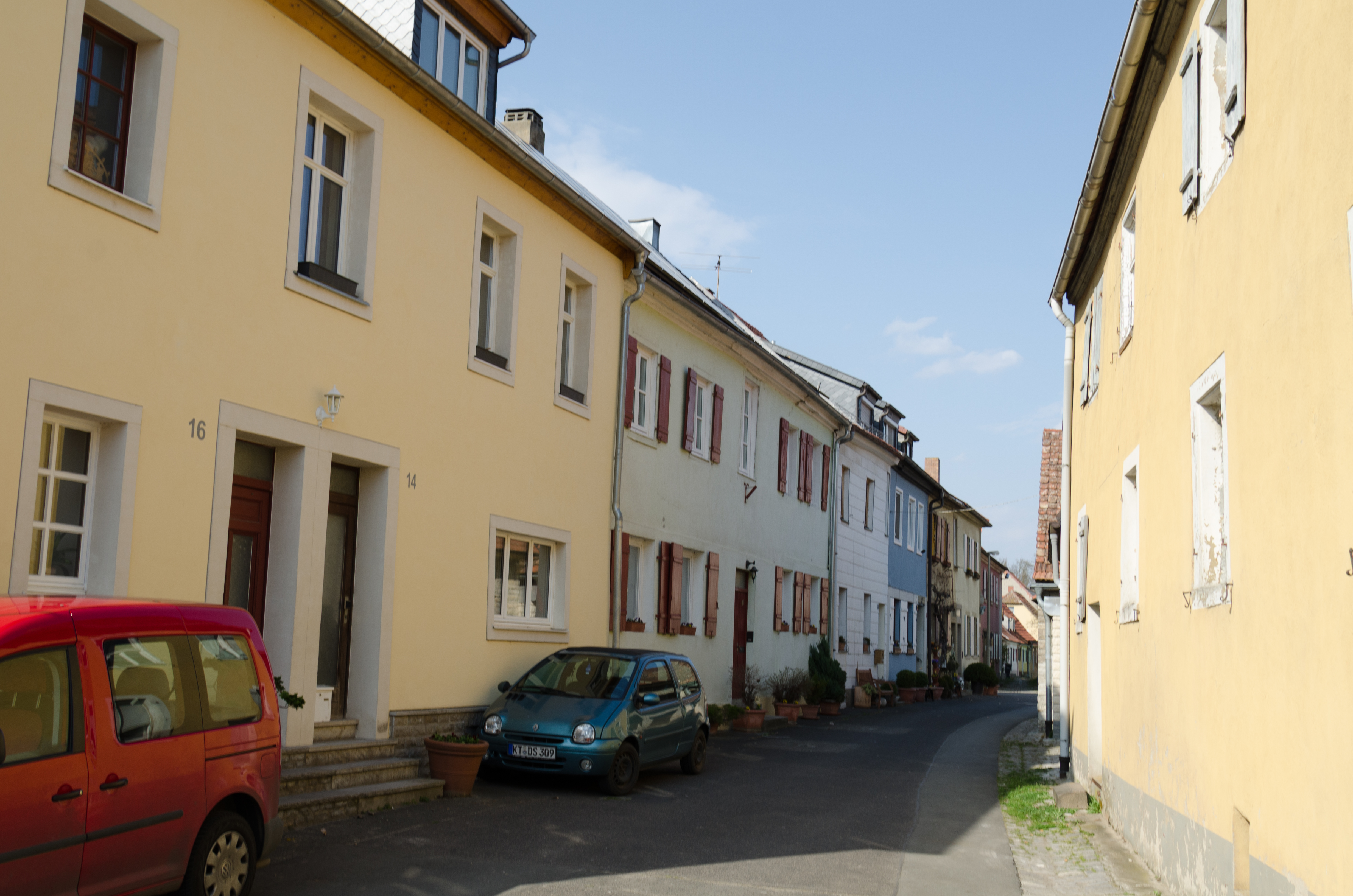
Strumpfwirkergasse mit Manufakturbauten

Der Bau der ehemaligen Hafenanlage am Main bildete den Auftakt zur Erweiterung Marktstefts. Das Hafenbecken selbst wurde ab 1711 gegraben, die Nutzung blieb allerdings zunächst auf repräsentative und militärische Zwecke beschränkt. Erst 1726 begann der gezielte wirtschaftliche Ausbau des Hafens. Um das nun mit Steinen verstärkte Becken errichtete man Lagerhäuser. Bis 1747 entwickelte sich das Gebiet am Hafen zu einem vielgestaltigen Ensemble in dem neben den Häusern zur Lagerung der Produkte auch mehrere Waagen, Wohngebäude für die Arbeiter und ab 1764 ein Steinkran Aufstellung fanden.
Der ständig von Hochwasser bedrohte Hafen bildete den Hauptanziehungspunkt für Gewerbeansiedlungen. Diese wurden von der Obrigkeit gefördert, aber vor allem von der örtlichen Händlerschaft vorangetrieben. So wuchs die Tagelöhnersiedlung in der Schwanenwirtsgasse vor allem, weil die Familie Keerl hier Grundstücke zur Verfügung stellte. Die Händler profitierten von der Ansiedlung der billigen Arbeitskräfte, da sie im Nordosten des Hafens eine Weberei betrieben.
Die höheren Häuser in der Strumpfwirkergasse verdanken ihr Entstehen dagegen direkten markgräflichen Eingriffen. Die Baulichkeiten waren als Heim- und Arbeitsstätten für Strumpfwirker entstanden. Die Baulichkeiten wurden vom Hof und der Landschaftskasse bezahlt. 1732 zog der erste Strumpfwirker aus Hanau ein. Nachdem das Gewerbe etabliert war, übergab die Obrigkeit die Anwesen in private Hände. Obwohl sich das Handwerk in der Strumpfwirkergasse bis 1739 ausdifferenzierte, blieb das Areal noch bis ins 19. Jahrhundert in der Hand dieses Gewerbes.
Die weiter südlich gelegenen Straßenzüge ab der Sammetgasse waren nicht für einen bestimmten Handwerkszweig vorgesehen. Stattdessen erhoffte man hier nach der Markterhebung und dem Hafenausbau ganz unterschiedliche Bewohner anzusiedeln. Die meisten Bauten in diesem Areal sind heute umgebaut und renoviert, sodass eine ehemalige Nutzung nicht mehr ablesbar ist. Lediglich der regelmäßige Grundriss dieser geplanten Siedlung ist noch ablesbar. Die Regelmäßigkeit ermöglichte auch die Anlage von Gärten, die heute kaum noch bestehen.

## Bedeutende Baudenkmäler

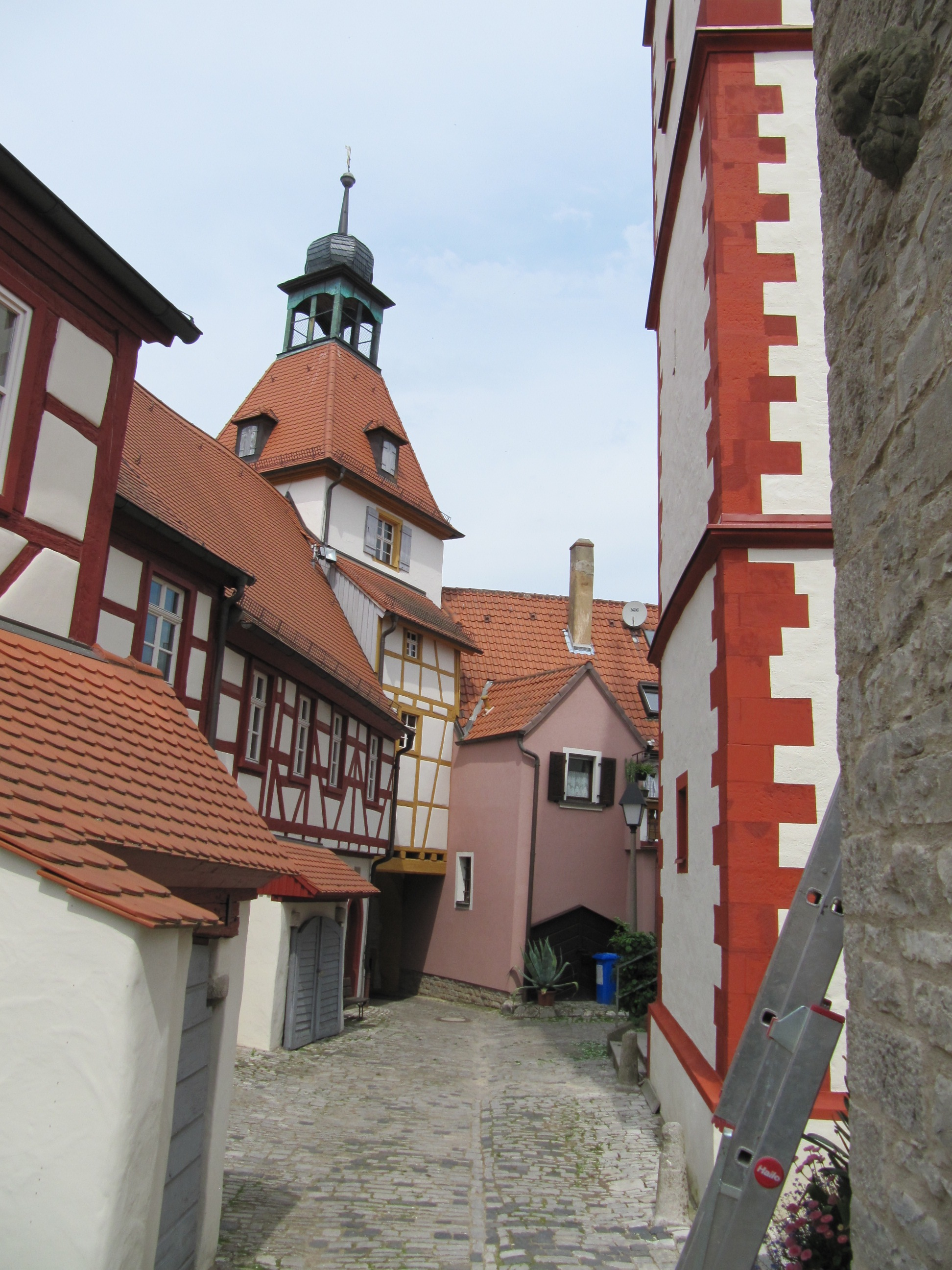
Kirchenburg in Marktsteft

Obwohl die meisten Baudenkmäler in Marktsteft heute aus dem 18. und 19. Jahrhundert, also aus der Zeit der merkantilistischen Umgestaltung des Ortsgebietes stammen, haben sich auch einige ältere Baulichkeiten erhalten. Noch aus dem Mittelalter stammt die evangelisch-lutherische Pfarrkirche St. Stephan. Die Kirche ist geostet und präsentiert sich als Saalbau. Der Turm wurde im Jahr 1608 in der heutigen Form neu aufgerichtet, das Langhaus entstand als eines der wenigen während des Dreißigjährigen Krieges und wurde 1625 geweiht. → siehe auch: St. Stephan (Marktsteft)
Die Kirche ist umgeben von einer ebenfalls bereits im Mittelalter entstandenen Kirchenburg. Die Kirchhofbefestigung umgibt das Gotteshaus auf drei Seiten. Im Osten und Süden haben sich Mauerreste einer früheren Ringmauer erhalten. Im Westen befinden sich an der Innenmauer die ehemalige Lehrerwohnung und das alte Rathaus. Westlich erhebt sich der Stadtmusikantenturm, der heute den repräsentativsten Teil der Anlage darstellt. Lange Zeit war die Kirchenburg nur durch einen Einlass zu betreten, 1873 entstand ein zweiter Zugang. → siehe auch: Kirchenburg Marktsteft
Bereits im 16. Jahrhundert verlegte man den Friedhof vom Inneren der Kirchenburg an den Ortsrand. Er bildet heute den südlichen Abschluss des Ensembles. Sein Erscheinungsbild entspricht einem typischen Gottesacker der lutherischen Konfession in Mainfranken. Der Friedhof wird durch ein prächtiges Portal der Erbauungszeit betreten. Im Mittelpunkt ist eine Freikanzel zu finden, daneben sind auf zwei Seiten hölzerne Arkadengänge aufgestellt. Es haben sich Grabsteine vom 17. bis zum 21. Jahrhundert erhalten. → siehe auch: Friedhof (Marktsteft)

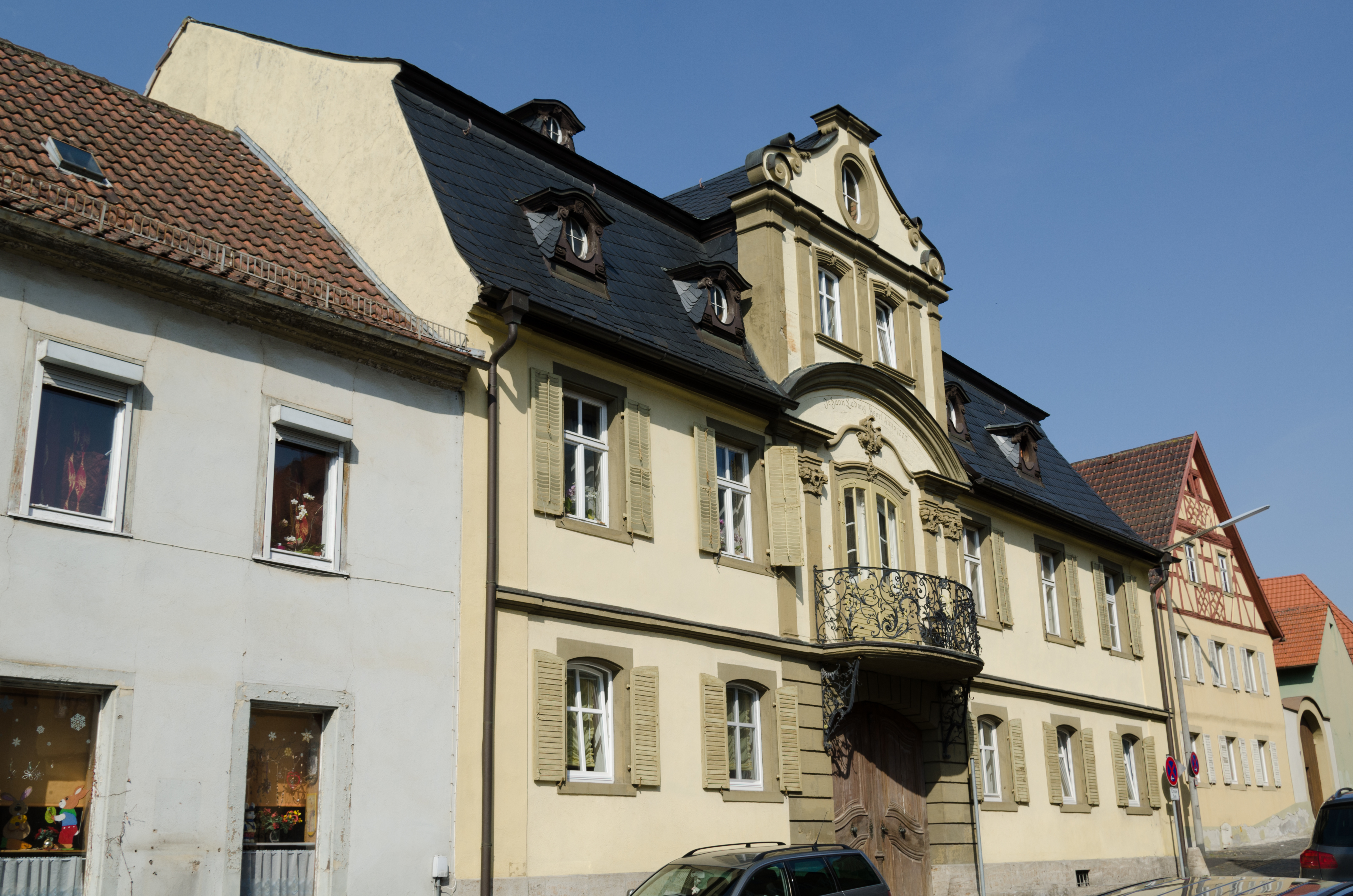
Sogenanntes Keerlhaus in der Herrnstraße 5

Aus der Zeit der Umgestaltung haben sich ganz unterschiedliche Baulichkeiten erhalten. Auf das Jahr 1764 geht der Stumpf des ehemaligen Lastenkrans zurück, der auf der Nordseite des Hafenbeckens steht. Er wird durch kleinere Lagerhäuser ergänzt. Die Markthalle in der Schrannengasse 11 geht ebenfalls direkt auf die Handelsförderung der Markgrafen zurück. Sie entstand 1751 und präsentiert sich als dreigeschossiges Gebäude mit einem Walmdach. Das Bauwerk wurde in den folgenden Jahrhunderten stark umgestaltet. → siehe auch: Hafen Marktsteft und Schranne (Marktsteft)
Die Wohngebäude der einfachen Arbeiter differenzieren sich im Hafenviertel nach deren Aufgaben aus. Die kleineren Weberhäuschen in der Schwanenwirtsgasse sind eingeschossig und stehen mit der Traufe zur Straße, die Bauten schließen mit einem Satteldach ab, das nur von einer Gaube unterbrochen wird. In der Strumpfwirkergasse haben sich dagegen zweigeschossige Manufakturbauten erhalten. Weitere solcher schlichten Handwerkerhäuser verteilen sich über das gesamte Ensemblegebiet.
Herausragende Wohnbauten ordnen sich dagegen entlang der Herrn- und der Hauptstraße an. Neben dem ehemaligen Amtshaus des Obervogteiamtes Marktsteft in der Herrnstraße 14 ist hier vor allem das sogenannte Keerl-Haus in der Herrnstraße 5 zu nennen. Es wurde im Jahr 1773 wahrscheinlich von Johann David Steingruber für die Händlerfamilie Keerl im Stil des Spät-Rokoko errichtet. Das Haus wird von seinem filigranen Mittelrisalit dominiert, der eine Hofzufahrt überragt. → siehe auch: Keerlhaus